# スタンダード・プロパティーズ・イニシアティブ・ジャパン
スタンダード・プロパティーズ・イニシアティブ・ジャパン株式会社（英文：The Standard Properties & Initiative Japan Co.,Ltd.、略称：SPIJ）は、日本と海外の不動産投資、不動産マネジメントについて、不動産マネジメント関連サービスと各種コンサルティングサービスを主に提供している企業である。

## 概要
不動産オーナー会社、アセットマネジメント会社、プロパティマネジメント会社などホールセール向け業務と、一般の集合住宅の管理組合などのリテール向け業務の両方を取り扱っている。元々はホールセール向け業務としてプロ向けの業務しかしていなかったが、受注拡大のために個人向けにも営業を開始。

## 沿革
- 2006年7月13日 -川崎市に前身の株式会社G2を設立
- 2009年3月 -商号をスタンダード・プロパティーズ・イニシアティブ・ジャパン株式会社、本店を東京都千代田区に変更[2]